# Supermercados Condor
Supermercados Condor é uma rede brasileira de supermercados e hipermercados com sede em Curitiba, no Paraná, fundada por Pedro Joanir Zonta em 13 de Março de 1974. A rede é administrada pela Condor Super Center. Atualmente atua também no segmento de postos de combustíveis.
Em 2013, a empresa foi listada pela Abras (Associação Brasileira de Supermercados) como o sexta maior rede do Brasil e a primeira do Paraná.
Em 2014, a rede Condor registrou o terceiro maior faturamento do Paraná, na área varejista.

## Lojas
A Rede conta com  63 lojas, como:
| Paraná Curitiba Água Verde Ahú Brasília Boa Vista Cajuru Campo Comprido Champagnat Cristo Rei Empório Express Francisco Derosso João Bettega Marechal Nilo Peçanha Novo Mundo Pilarzinho Pinheirinho Santa Cândida Santa Felicidade Santa Quitéria São Braz Sítio Cercado Torres Umbará Wenceslau Braz Xaxim Almirante Tamandaré Alto Pinheiros Apucarana Centro Araucária BR Costeira Campo Largo Centro Loteamento São José Campo Mourão Jardim Copacabana III Castro Água Suja Colombo Maracanã Fazenda Rio Grande Santa Terezinha | - Centro - Centro - Av. Paraná - Av. Colombo - Av. Dr. Luiz T. Mendes - Av. Kakogawa (construção) - Centro - Raia - Pineville - Vargem Grande - Centro - Centro - Nova Rússia - Oficinas - Jardim Carvalho - Uvaranas - Cidade Jardim - São Pedro |